# Allen York
Allen York (* 17. Juni 1989 in Wetaskiwin, Alberta) ist ein ehemaliger kanadischer Eishockeytorwart, der während seiner aktiven Karriere zwischen 2006 und 2016 unter anderem für die Columbus Blue Jackets in der National Hockey League gespielt hat.

## Karriere
York spielte während seiner Juniorenzeit zwischen 2006 und 2008 für die Camrose Kodiaks in der Alberta Junior Hockey League, mit denen er in beiden Spielzeiten den Rogers Wireless Cup gewann. Während dieser Zeit wurde der Torwart von den Columbus Blue Jackets aus der National Hockey League in der sechsten Runde des NHL Entry Draft 2007 an 158. Stelle ausgewählt. York ging aber zunächst drei Jahre bis zum Frühjahr 2011 ans Rensselaer Polytechnic Institute und spielte neben dem Studium parallel für deren Eishockeyteam in der ECAC Hockey, einer Division der National Collegiate Athletic Association.
Nach Beendigung seiner College-Karriere wechselte York ins Profilager und kam zum Ende der Saison 2010/11 bei den Springfield Falcons, dem Farmteam der Columbus Blue Jackets, in der American Hockey League zum Einsatz. In der Spielzeit 2011/12 diente der Goalie dann bei den Blue Jackets zeitweise als Ersatzmann von Steve Mason. Insgesamt blieb es allerdings bei nur elf NHL-Einsätzen, von denen er fünf als Starter absolvierte. Das folgende Spieljahr verbrachte er dann in der AHL und ECHL.
Nach der Saison 2012/13 verlängerte Columbus den Vertrag mit York nicht, sodass sich dieser den Evansville Icemen aus der ECHL anschloss. Über diverse Leihgeschäfte kam der Torhüter im Saisonverlauf außerdem für die Charlotte Checkers, Texas Stars, Rockford IceHogs und Syracuse Crunch in der AHL sowie die South Carolina Stingrays in der ECHL zu Einsätzen Zudem nahm er mit dem Team Canada am Spengler Cup teil. Zum Ende der Saison 2013/14 schloss sich York den Syracuse Crunch dann fest an und erhielt auch alsbald einen für die NHL gültigen Vertrag bei deren Kooperationspartner, den Tampa Bay Lightning. Hauptsächlich verbrachte York die Spielzeiten aber in der ECHL bei den Florida Everblades und Greenville Swamp Rabbits, ehe er noch während der laufenden Saison im März 2016 seine Karriere im Alter von 26 Jahren beendete.

## Erfolge und Auszeichnungen
- 2007 Rogers-Wireless-Cup-Gewinn mit den Camrose Kodiaks
- 2008 Rogers-Wireless-Cup-Gewinn mit den Camrose Kodiaks
- 2010 ECAC Second All-Star Team
- 2011 ECAC Third All-Star Team

## NHL-Statistik
(Legende zur Torhüterstatistik: GP oder Sp = Spiele insgesamt; W oder S = Siege; L oder N = Niederlagen; T oder U oder OT = Unentschieden oder Overtime- bzw. Shootout-Niederlage; Min. = Minuten; SOG oder SaT = Schüsse aufs Tor; GA oder GT = Gegentore; SO = Shutouts; GAA oder GTS = Gegentorschnitt; Sv% oder SVS% = Fangquote; EN = Empty Net Goal; 1 Play-downs/Relegation; Kursiv: Statistik nicht vollständig)